# Teslin River
Teslin River – rzeka w Kanadzie, przepływająca przez terytorium Jukonu, o długości 393 km. Stanowi dopływ rzeki Jukonu.